# الحسين بن حماد سجادة
سجادة هو أبو علي الحسن بن حماد بن كسيب الحضرمي البغدادي من أئمة ورواة الحديث وهو صدوق حسن الحديث. تُوفي سجادة في رجب سنة إحدى وأربعين ومائتين للهجرة.

## روايته للحديث النبوي
- حدث عن: أبي بكر بن عياش، وحفص بن غياث، وعبد الرحمن بن محمد المحاربي، وعلي بن هاشم بن البريد، وأبي خالد الأحمر، ومحمد بن فضيل، وجماعة.
- حدث عنه: أبو داود، وابن ماجه، وبواسطة النسائي، وأبو يعلى الموصلي، وأحمد بن الحسن الصوفي، وعلي بن إسحاق بن زاطيا، وأبو لبيد السامي، وأبو القاسم البغوي، ويحيى بن صاعد، وخلق كثير.[3]
- الجرح والتعديل: قال أحمد بن حنبل: «صاحب سنة وما بلغني عنه إلا خير»، وقال ابن حجر العسقلاني: «صدوق»، وقال الخطيب البغدادي: «ثقة»، وقال الذهبي: «ثقة صاحب سنة».[2]